# Marquette
Marquette (Маркетт) — з 1909 року американський виробник автомобілів. Штаб-квартира розташована в місті Сагіно. У 1912 бренд було закрито, проте виробництво автомобілів марки відновилось у 1929 році. У 1931 році компанія припинила виробництво автомобілів.

## Джон Рейнір. Компанія Rainier Motor Car Company
У травні 1909 року Вільям Дюрант купує у Джоржа Комстока компанію Rainier Motor Car Company, засновником якої була зовсім інша людина. Джон Рейнір заснував свою компанію в 1905 році в Нью-Йорку, в районі Флашинг. З самого початку Рейнір зробив ставку на вищий клас, тобто продукція його була не масовою і дорогою. Спочатку шасі за кресленнями Рейніра поставляла компанія Garford Motor Truck Company, яка тісно співпрацювала з фірмою Studebaker. Проте в 1907 році Garford вже не зміг справлятися сторонніми поставками і сконцентрувався цілком і повністю на співпраці з компанією з Індіани.

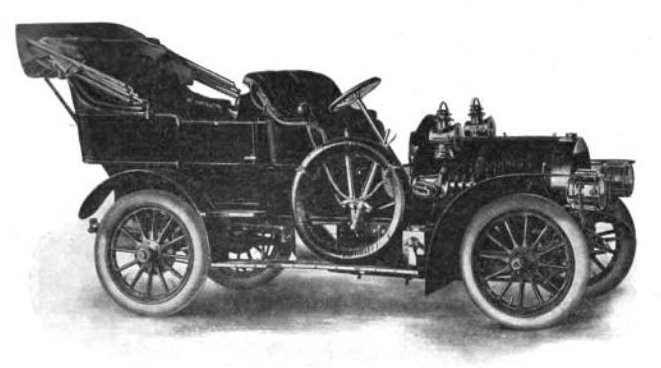
Rainier Model A 22/28HP Touring

В результаті Рейнір вирішує випускати автомобілі повністю власними силами, він знаходить спонсорів у Сагіно, що в штаті Мічиган. Бізнесмени з цього міста Робертсон і Артут Едді дають Рейніру стартові 100 000 доларів і нові виробничі приміщення, які були старою лісопильнею самого Едді. Звідти стали виходити великі і дорогі автомобілі. Продукція фірми була настільки дорогою, що при ціні в $ 6,000.00 жоден американський виробник не міг і поруч поставити свою продукцію, в тому числі і горезвісні Packard або Cadillac. Рейнір був настільки впевнений в якості своєї техніки, яку рекламували як "Пульман серед автомобілів" (привівши аналогію з вагонами Джорджа Мортімера Пульмана з простими плацкартами), що гарантував будь-який ремонт автомобіля за свій рахунок, за винятком аварій. Однак багатії не побігли розкуповувати "найкращий з кращих" американських автомобілів і, реалізувавши всього 180 екземплярів замість 300 запланованих, у 1908 році фірма увійшла в економічну рецесію. Вже у січні її викупив на аукціоні за 20 000 доларів вищезгаданий Комсток, який був до цього бухгалтером цієї фірми.

## Компанія Marquette Company

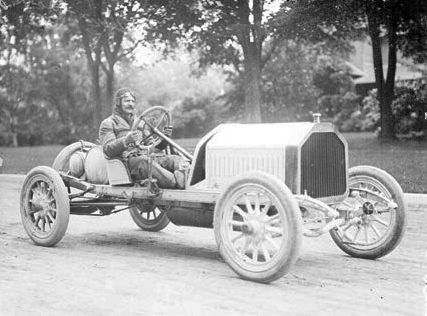
Луї Шевроле за кермом Marquette-Buick

Комстоку виявилося не під силу підняти компанію, і через чотири місяці він її продав Біллі Дюранту, який вирішив приєднати виробника найдорожчих авто до своєї імперії під назвою General Motors. Компанія Rainier була перейменована в Marquette Company, на честь француза-єзуїта Жака Маркетта, який був першопрохідцем Нової Франції. Зокрема, в ході його експедиції річка Міссісіпі стала офіційно так називатися (назва з мови племені Оджибве перекладається як "Велика вода"). Також батько Маркетт став засновником міст Мічиган і Чикаго, хоча містами ці парафії стали всього лише через півтори століття після його смерті. На потужностях заводу в Сагіно, в які Дюрант вклав 300 000 доларів, стали виготовляти комплектуючі як для власної продукції, так і для бренду Welch-Detroit (теж вельми розкішного), який також встиг прибрати до рук Дюрант. Дюрант починав свою кар'єру в фірмі Buick, тому мав до неї більш трепетні почуття, ніж до інших своїх покупок, просував він продукцію цієї фірми за допомогою гонок. І саме на потужностях Marquette були побудовані гоночні автомобілі Buick, на яких ганяли такі знаменитості автоспорту, як Луї Шевроле, "Дикий" Боб Берман, Джордж Девітт і Льюїс Путнам Странг. Однак, за регламентом того часу автомобіль, який випускався не на потужностях фірми, під брендом якої він виступав, дискваліфікувався. До того ж, виробник повинен був виготовити не менше 35 примірників автомобіля, який брав участь в гонках. Оскільки в 1909 році автомобілі Buick були дискваліфіковані, то Дюрант вирішив назвати свої боліди Marquette-Buick. З одного боку він виконав умову вказати завод-виробник автомобіля, з іншого боку - як реклама фігурувало прізвище Бьюїка, який не мав відношення до автобізнесу вже три роки.

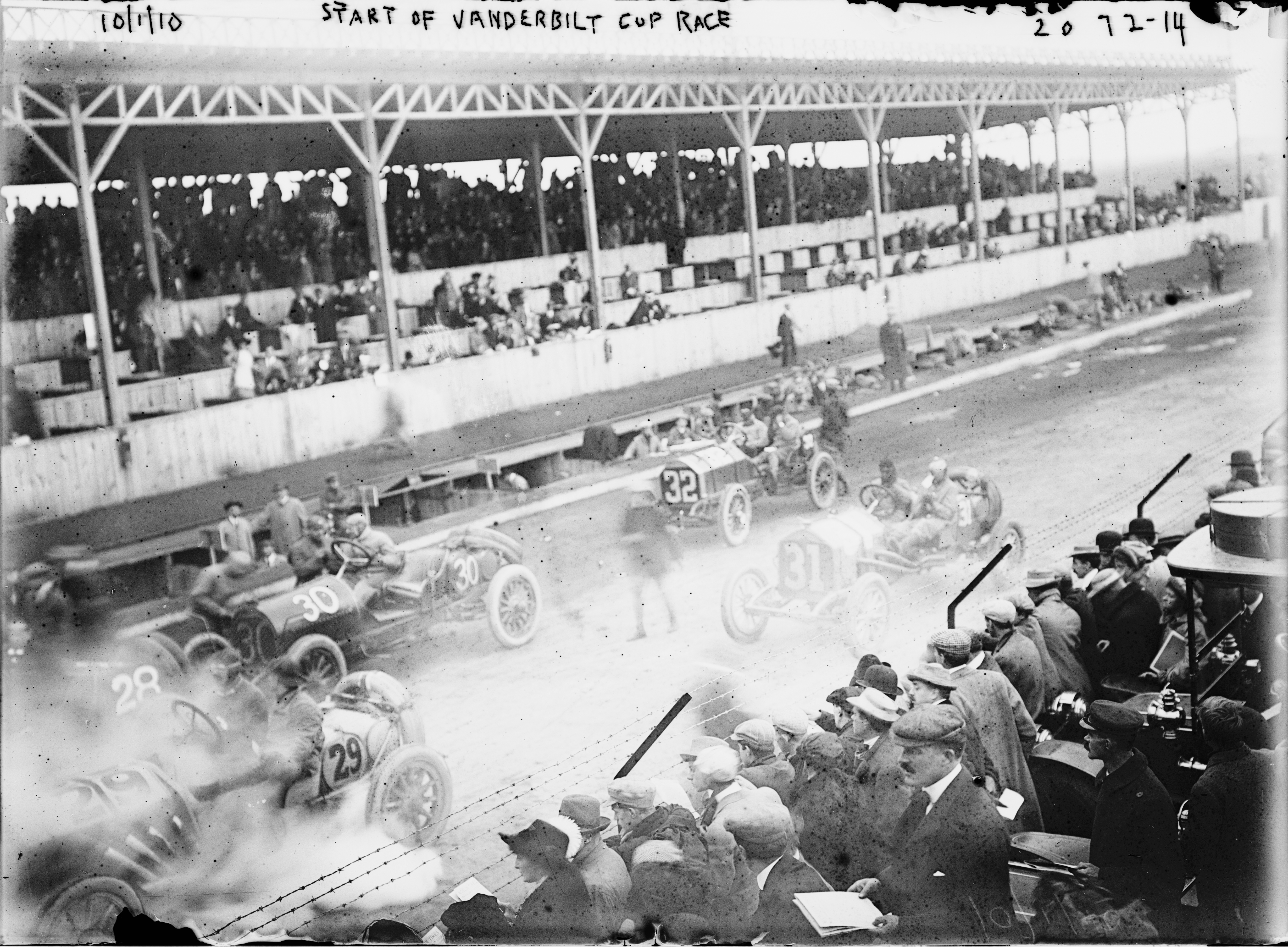
Шевроле і Міллер на гонках Вандербілда в Лонг-Айленді (під номером 29)

У 1910 році Луї Шевроле, який виступав під номером 29 на Кубку Вандербілда, що проходив в Лонг-Айленді, лідирував вісім кіл поспіль, а на третьому колі навіть встановив рекорд гонки, пройшовши коло з середньою швидкістю в 123 км/год (їздили по міських вулицях того часу). Потім Шевроле втратив лідерство, а на шістнадцятому колі у його автомобіля поламався кермовий кулак, і машина, втративши управління, врізалася в автомобіль глядачів, три глядачки відбулися травмами, а механік Луї Шевроле Чарльз Міллер загинув на місці. Після цієї аварії кубок Вандербілда більше не проводився в Лонг-Айленді. Шевроле зміг полагодити свою машину, і фінішував на 19 позиції.
Однак, Дюрант керував своєю компанією до вересня 1910 року, коли його рада директорів відправила у відставку, а керувати фірмою Marquette Motors стали боси фірми Buick. Саме з "Бьюїка" і почалося зародження General Motors. З відходом Дюранта на спорті був поставлений хрест для скорочення витрат, оскільки дрібніший Ford, який тепер випускав всього одну модель, був куди більш прибутковим, ніж General Motors, який пропонував машини на будь-який смак і за будь-якою ціною.

## Компанія Marquette Motor Company
У вересні 1911 року марки Rainier і Welch-Detroit були скасовані, нові управлінці так і не змогли вивести марки в прибуток, і від дорогих марок було вирішено відмовитися на користь нової автомобільної марки Marquette, сама фірма була перейменована в Marquette Motor Company. Саме цей бренд став першим, створеним в рамках концерну, всі інші марки, які на той момент входили до складу гіганта, були створені поза General Motors. За своєю суттю автомобілі марки Marquette конструктивно повторювали Welch-Detroit Model S 45/50HP і Rainier Model F 50HP. Перша модель отримала назву 40HP, друга - 45НР, дорожча і потужніша версія мала коротшу колісну базу. Якщо 40НР з 4-циліндровим 6,5-літровим мотором мав базу в 3.1 метра, то 45НР, що також мав чотири циліндри, але при об'ємі в 6.75 літра, задовольнився 3.02-метровою базою. Причому, більша в габаритах модель випускалася в чотирьох варіантах кузова: Model 22 - 2-місний Runabout, Model 24 - чотиримісний Tourabout, Model 25 - 5-місний Touring і Model 27 - 7-місний Touring. 45НР випускався в єдиному варіанті - Model 28 з семимісним кузовом типу "Турінг". Старша модель, як і колишні Rainier, оснащувалася чотириступінчастою трансмісією, а екс-Welch-Detroit, як і раніше, задовольнявся всього трьома ступенями в трансмісії, що було звичайною справою в той час.

## Закриття компанії Marquette
Але, не дивлячись на те, що відпускна ціна була істотно знижена, на модель з 40 к.с. вона не перевищувала 3000 доларів, а за 45-сильну просили не більше 4000 доларів, і ці автомобілі продавалися дуже погано. У лютому 1912 року компанію перейменували в Peninsular Motor Company. У вересні 1912 року був випущений останній автомобіль марки Marquette, але залишки машинокомлектів, що залишилися, були зібрані і продані під маркою Peninsular. З початком Першої світової війни на колишніх потужностях заводу стали випускати мінометні снаряди.

## Відродження марки
У 1929 році в США було вироблено рекордну кількість автомобілів - 5.6 млн екземплярів, що було на мільйон більше, ніж в рекордному до цього 1928 році. Ford і General Motors випустили приблизно однакову кількість автомобілів - по 2 млн автомобілів кожен, тільки політика була у кожного своя. Форд, як і раніше, робив ставку на єдину доступну модель, - Ford A, який випускався аж в 40 варіантах кузовів (попередник, Ford T, мав всього 14). У той же час General Motors пропонував аж дев'ять марок, не кажучи вже про те, що багато марок мали ще низку своїх моделей. Концепція "Дженерал Моторс" була в якійсь мірі більш прибутковою, оскільки компанія заробила за той рік 247 млн доларів, в той час як "Форд" - всього 82 млн.
Оскільки між марками, які входили в концерн General Motors, виник занадто великий відрив за класом і ціною, то керівництво концерну поступово стало вводити додаткові суббренди. Так в 1926 році у марки Oakland з'явився Pontiac, через рік більш дешеву марку отримав Cadillac, створивши LaSalle, Oldsmobile у квітні 1929 року ввів в обіг більш дорогий бренд Viking, робота над яким насправді почалася ще в 1925 році. А Buick вирішив відновити маловідомий бренд Marquette, який став більш дешевою версією дуже дорогих Buick. Не довелося нічого вигадувати і створювати емблему з нуля, все було в архівах. Вперше офіційно про відродження бренду заговорили в квітні 1929 року, а вже на початку червня з'явилися і перші автомобілі, які продавалися за ціною менше 1000 доларів за базову модель. Роботи над проектом під керівництвом Фердинанда "Датч" Боуера почалися ще в 1926 році. Незважаючи на те, що в 1929 році було випущено рекордну кількість машин, продажі "Бьюїка" просіли з 267 000 примірників в 1926 році, до 156 000 в рекордному 1929 році. А все тому, що машини стали шалено дорогі, а за своїм іміджем автомобілі цієї марки стояли трохи нижче, ніж "Кадиллак" або "Паккард". Ціновий відрив від продукції "Шевроле" був дворазовий.

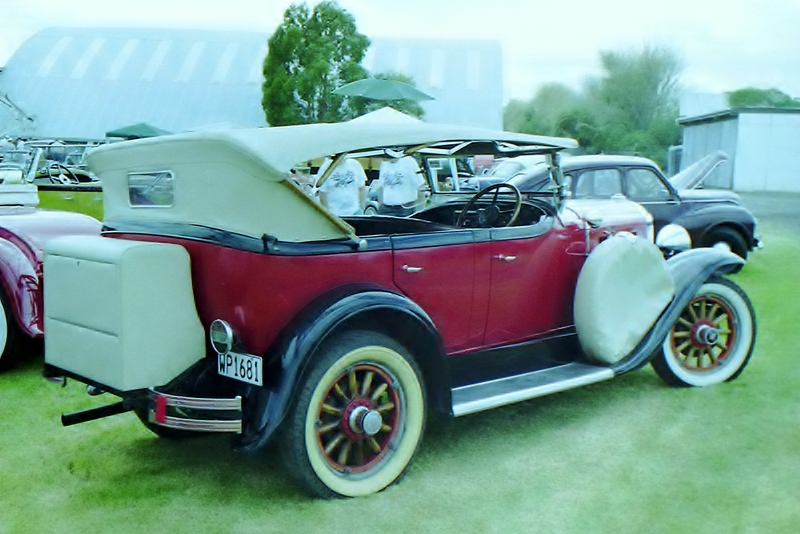
Buick Model 2927

Marquette називали Baby-Buick не тільки за те, що вона була молодшою в лінійці компанії, а ще й тому, що Buick 1929 модельного року за очі прозвали вагітним. Волею долі сталося так, що перше дітище легендарного Харлі Ерла в рамках роботи на General Motors було перед самим виробництвом змінено інженерами фірми Fisher Body (для полегшення їх виробництва), і кузови автомобілів марки Buick 1929 модельного ряду отримали характерні припливи нижче бічної віконної лінії. Тоді, майже 80 років тому, коли всі автомобілі мали плоскі бічні панелі, це було незвичною справою.
Кколи з'явився Marquette, то злі язики жартували, що вагітний "Бюїк" народив дитину. Однак, вірніше було називати машину не Baby-Buick, а, як це робили дилери самого "Бьюїка", - Oldsmobuick. Справа в тому, що за основу машини була взята техніка від Oldsmobile, так нижньоклапанні мотори, об'ємом 3.5 л, були отримані шляхом розточування рядних шестициліндрових двигунів, які використовувалися на Oldsmobile F-28. Достеменно не відомо, чому за основу глава Buick Едвард Стронг взяв старий нижньоклапанний мотор, а не верхньоклапанний Buick, що добре себе зарекомендував. Не дивлячись на те, що мотор від Oldsmobile був застарілої конструкції, його 67.5-сильна версія, розроблена інженерами Buick, показала себе далеко не з поганого боку під час пробного пробігу з Долини Смерті в Пайк Пік, які розділяло між собою 1275 кілометрів. Машина ні разу не зламалася і подолала шлях за 40 годин і 45 хвилин. Крім цього, машина вийшла досить динамічною. Вона розвивала 115 км/год, і з 8 до 96 км/год розганялася трохи більше, ніж за 30 секунд. ГАЗ М11-40, що з'явився через 10 років,  при більшій потужності й більш обтічному кузові розганявся до 110 км/год.

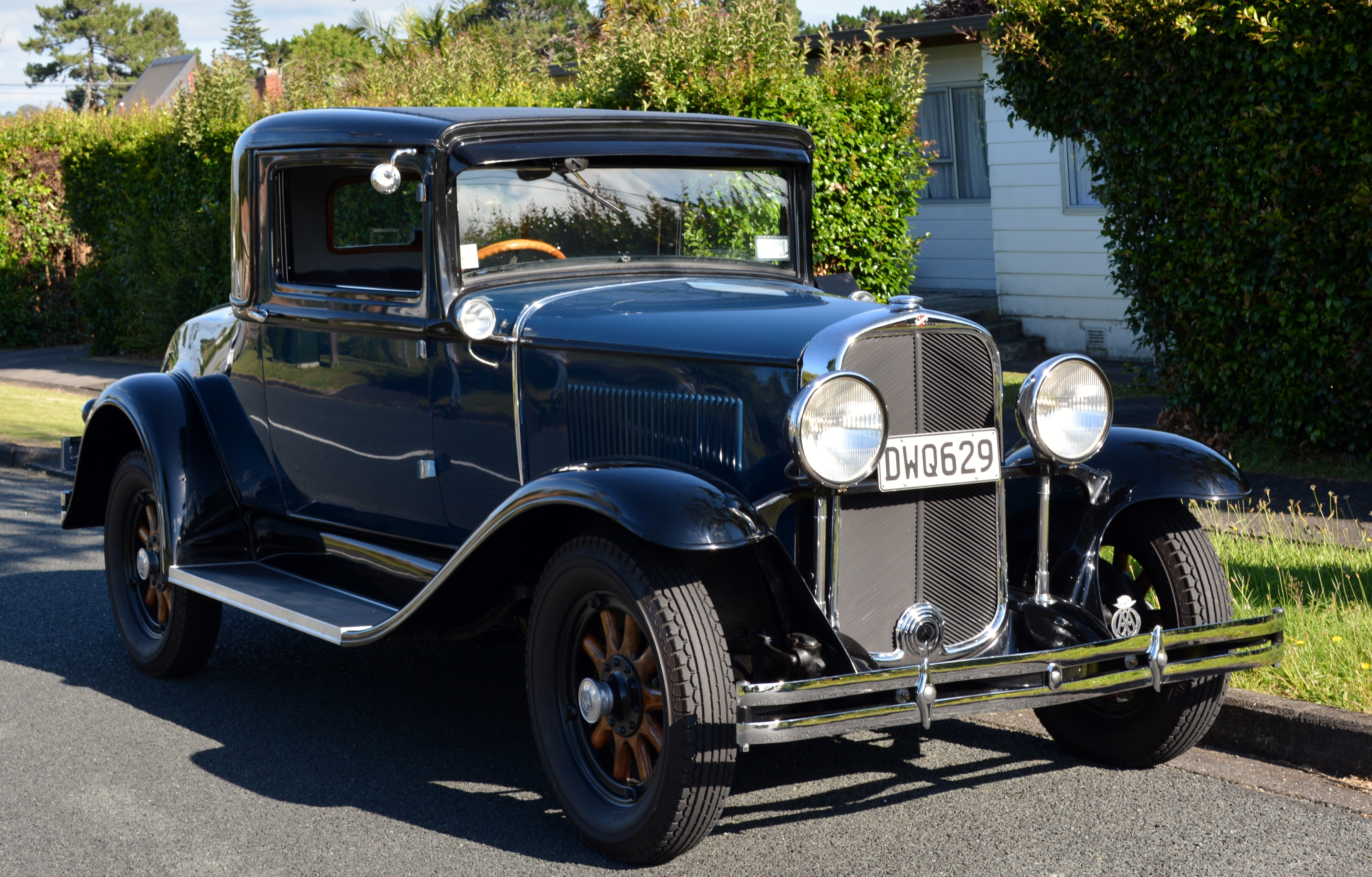
Marquette Model 34 з кузовом родстер, виготовлений для європейського ринку

Автомобіль оснащувався шістьма типами кузовів, які мали свої індекси: Model 30 - базовий 2-дверний седан, Model 34 - мав кузов "спорт родстер" з "тещиним місцем" ззаду, Model 35 - фаетон, Model 36 - "бізнес-купе" (замість заднього ряду сидінь був порожній простір для товару), Model 36S - "спешл-купе" (ззаду був ряд сидінь), Model 37 - 4-дверний седан (наймасовіша версія ). Всіх їх прикрашала унікальна решітка радіатора, яка нагадувала скелет риби. Машина з нею виглядала настільки елегантно, що деякі журналісти називали Marquette зменшеним "Кадиллаком", хоча самі кузови використовували елементи від Oldsmobile F-29. Ще однією родзинкою була наявність гальмівних механізмів, які роз'єднувались пружинним механізмом, більший Buick отримав їх тільки через кілька місяців після свого молодшого сина.

## Припинення виробництва автомобілів

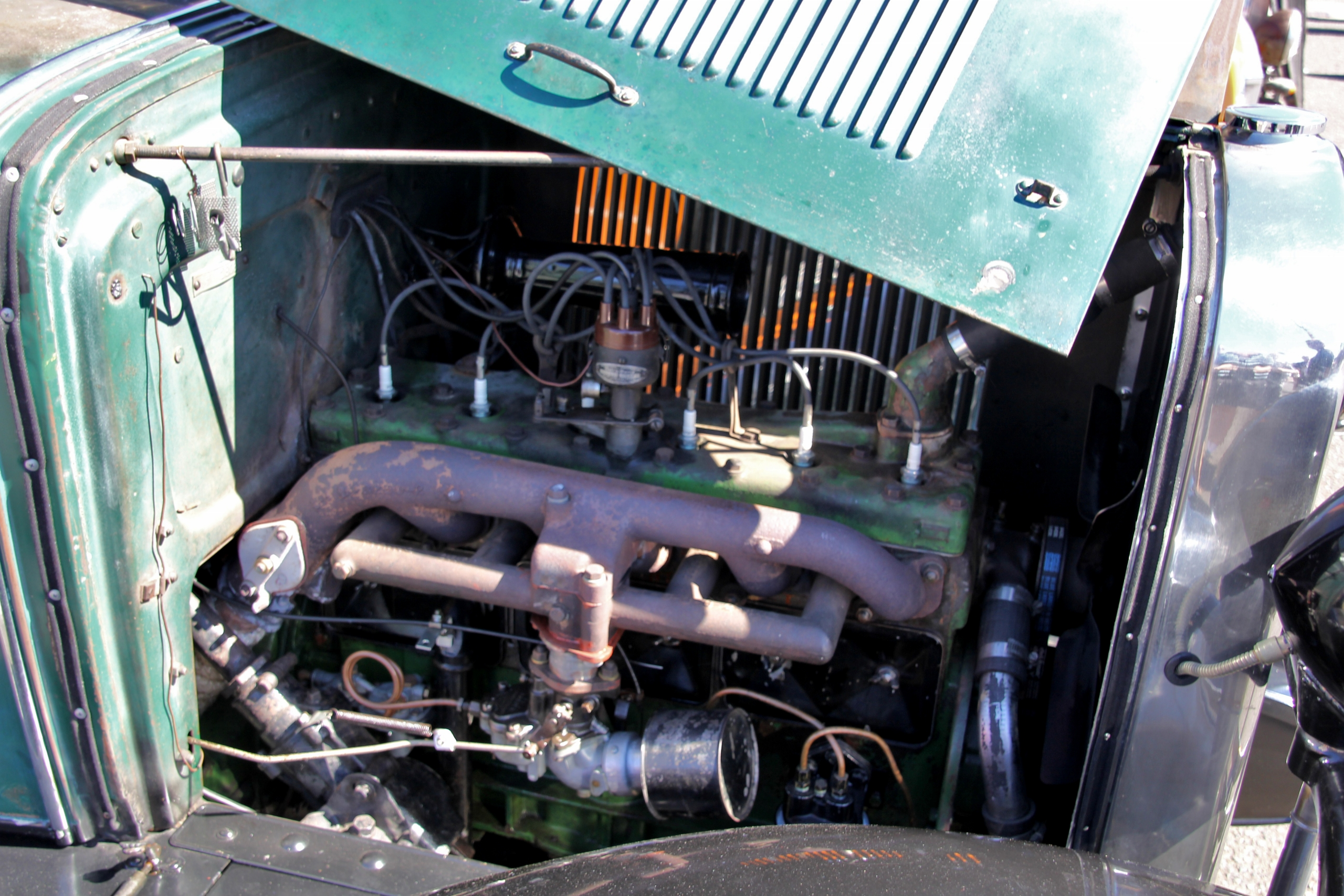
Нижньоклапанний мотор Marquette

Однак, ні відносно низька ціна, ні хороші технічні характеристики не дали очікуваного результату з продажу, оскільки буквально через чотири місяці після старту продажів почалася економічна криза 1929 року, яка призвела до "Великої депресії". Автомобілі марки Marquette випускалися всього рік, Buick оголосив про закриття бренду в січні 1931 року, в перебігу якого реалізували 4000 автомобілів, тому іноді в оголошеннях можна було знайти машини 1931 року. Загальна кількість продажів за цей час досягла більше 38 000 одиниць, з них в самих Штатах було випущено більше 35 000 примірників, решта була виготовлена на двох заводах в Канаді. У ці 35000 входять півтори тисячі шасі, відправлених за кордон, з них майже половина пішла до Австралії, де машини дозбиралися зусиллями фірми Holden. Тільки австралійці пропонували всього два варіанти кузовів місцевого виробництва - седан і фаетон.
Продажі цієї марки не можна було назвати великим провалом, треба враховувати, що почалася криза, до того ж, відсутність новаторських конструктивних особливостей не допомагала реалізовувати машину серед любителів чогось новенького, а для консервативної публіки негативну роль зіграла невідомість і відсутність "історії" бренду. До того ж, машини були в тому ж ціновому класі, що і більш відомі і співмірні Oldsmobile. Не відомо, чому General Motors згорнула збірку і продаж, оскільки на розробку було витрачено 26 млн доларів, в той час як продажі принесли близько 38 000 000 доларів. До того ж, на базі Marquette з'явився молодший модельний ряд Buick - 50-Series, а мотор 3.5 л відправили до Німеччини, де його ставили на вантажні Opel Blitz аж до 1937 року.

## Список автомобілів Marquette
- 1911 - Marquette 40HP
  - Marquette 45HP
- 1930 - Marquette Series 30